# Vas ozjidajet grazjdanka Nikanorova
Vas ozjidajet grazjdanka Nikanorova (russisk: Вас ожидает гражданка Никанорова) er en sovjetisk spillefilm fra 1978 af Leonid Marjagin.

## Medvirkende
- Natalja Gundareva som Katja Nikanorova
- Borislav Brondukov som Pavel Ivanovitj Djozjkin
- Jevgenij Kindinov som Zjenja
- Ivan Ryzjov som Leopold Vasilyevitj
- Mikhail Vaskov som Slava